# Saccharomycodes
Saccharomycodes — рід грибів родини Saccharomycodaceae. Назва вперше опублікована 1904 року.